# Bela Cruz (kommun)
Bela Cruz är en kommun i Brasilien.   Den ligger i delstaten Ceará, i den östra delen av landet, 1 600 km nordost om huvudstaden Brasília. Antalet invånare är 30 873.
Följande samhällen finns i Bela Cruz:
- Bela Cruz

Omgivningarna runt Bela Cruz är huvudsakligen savann. Runt Bela Cruz är det ganska glesbefolkat, med 38 invånare per kvadratkilometer.